# 米歇爾·貝澤拉-布里亞
米歇爾·格伯澤拉-布里亞（法語：Michel Gbezera-Bria，生於1946年）是中非共和國政治家，曾出任中非共和国外交部部长、中非共和国总理。2015年出任中非共和国驻法国大使。

## 早年经历
格伯泽拉-布里亚于1946年1月1日出生于博桑戈阿。他是巴雅族成员。 他在班吉的埃米尔让蒂尔学院接受教育，并在布拉柴维尔学习法律。 格贝泽拉-布里亚后来在法国卡昂公共行政学院学习经济学。在进入政界之前，他曾担任律师。